# RIM-7 Sea Sparrow

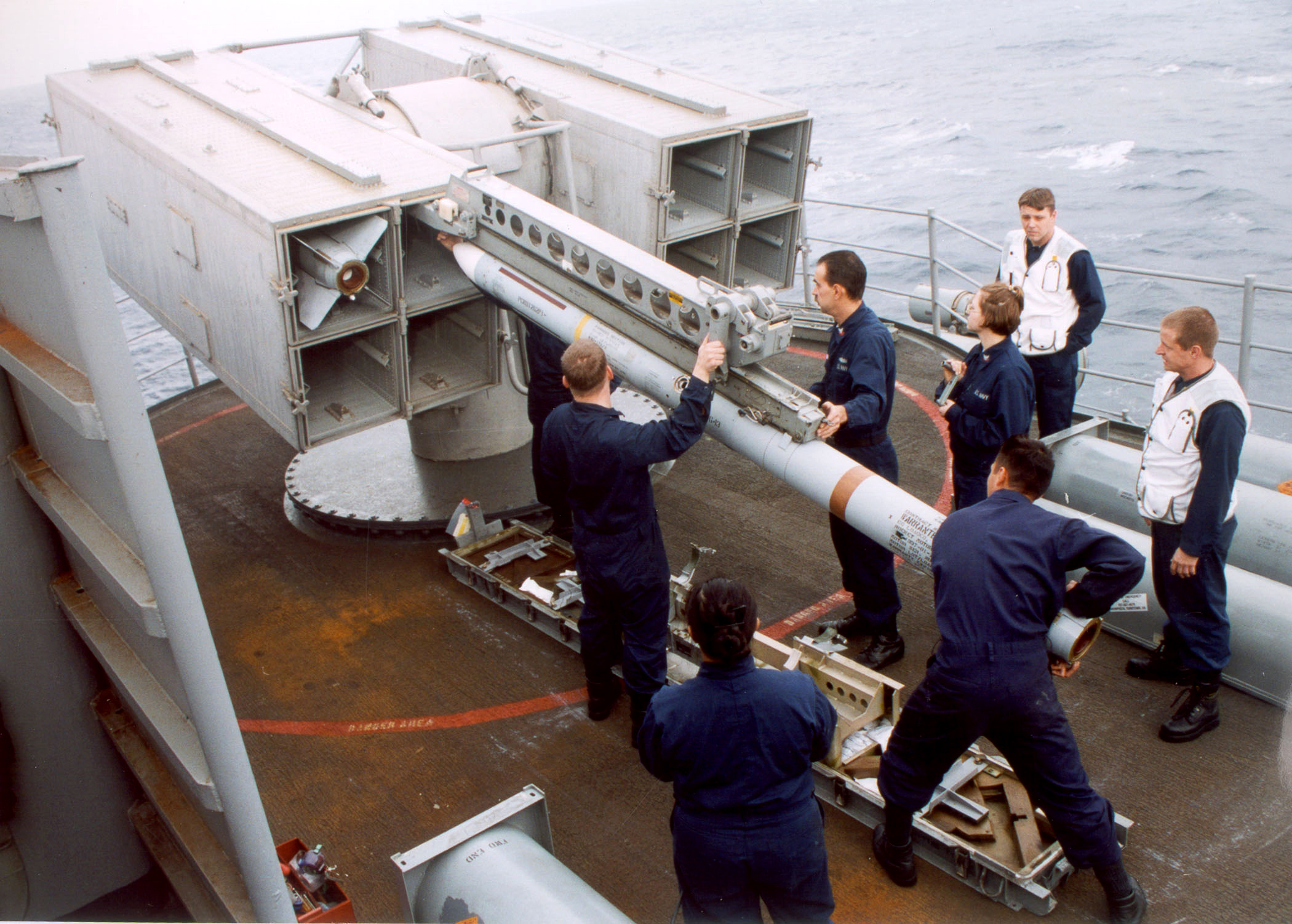
En RIM-7 Sea Sparrow laddas i sin avfyringstub ombord på.

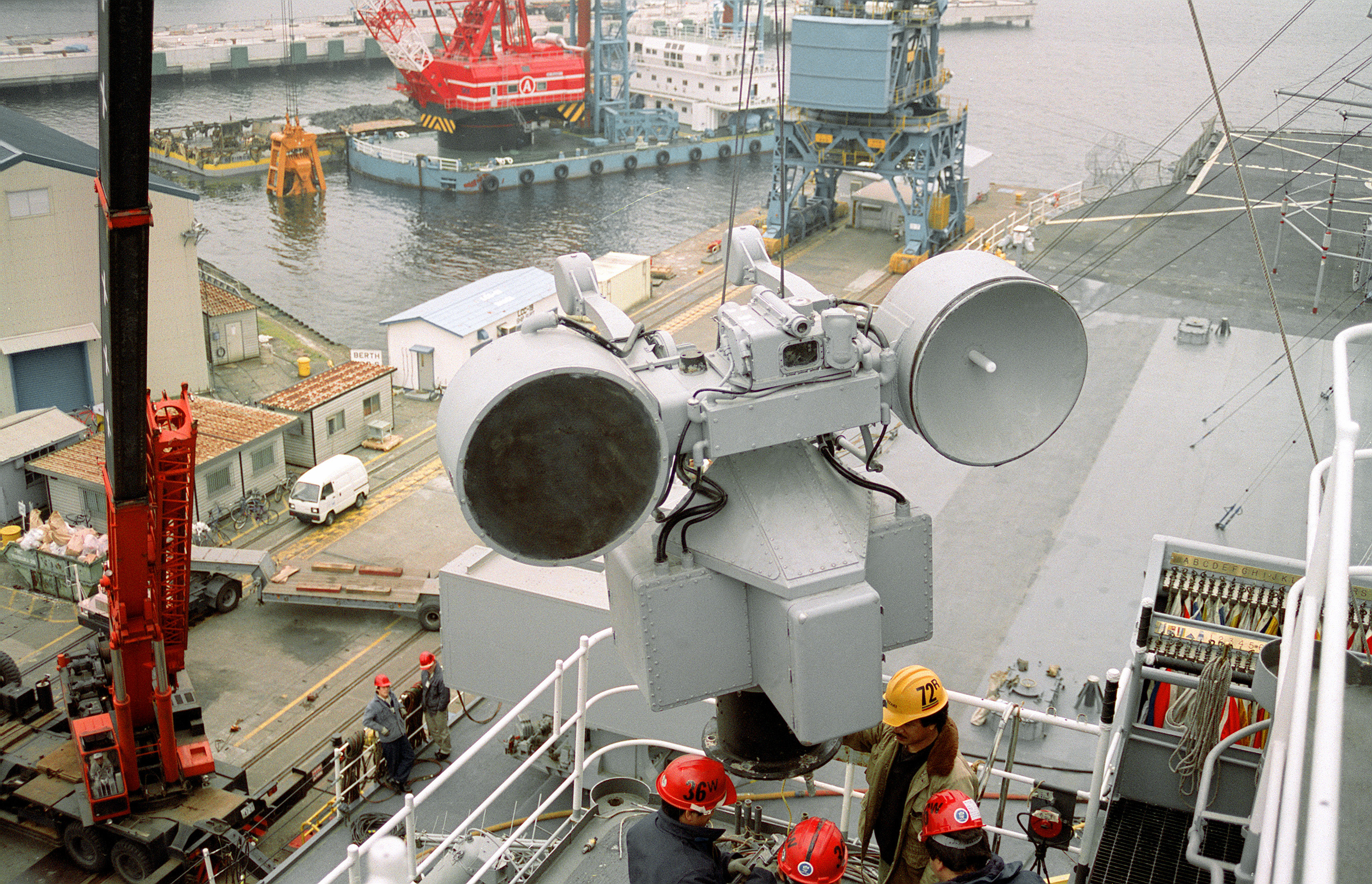
En Mk 115 manuellt riktad eldledningsradar monteras bort från ledningsfartyget.

RIM-7 Sea Sparrow är en amerikansk luftvärnsrobot avsedd att försvara örlogsfartyg mot attackflygplan och sjömålsrobotar.

## Utveckling
Under 1950-talet utvecklades jetflygplanen i en rasande takt. I slutet av decenniet var de så snabba, även på låg höjd, att konventionella luftvärnssystem inte hann med att bekämpa dem effektivt från de att de dök upp över horisonten tills de kunde avfyra sina vapen. Till en början valde USA:s flotta att förlita sig på luftherravälde upprätthållet av hangarfartygsbaserade jaktflygplan, men utvecklingen av flygburna sjömålsrobotar som flög på vågtoppshöjd gjorde det svårt även för jaktflygplan att bekämpa målen i tid.
För att möta de nya hoten efterfrågade flottan ett robotbaserat luftvärnssystem som kunde ersätta äldre 40 mm och 76 mm luftvärnskanoner rakt av. År 1960 började man intressera sig för en marin version av luftvärnsrobotsystemet MIM-46 Mauler som General Dynamics höll på att utveckla för USA:s armé. Dessvärre drabbades Mauler av tekniska problem och projektet lades ner helt 1965. I desperat behov av ett lätt, enkelt och billigt luftvärnssystem som kunde börja levereras snabbt valde man att kombinera jaktroboten AIM-7 Sparrow med avfyringstuberna för ubåtsjaktroboten ASROC. Den ursprungliga eldledningsradarn Mk 115 var mycket enkel. Den bestod av en piedestal med två radarsändare som riktades för hand. Sändarna var relativt bredlobiga och behövde inte riktas med någon större precision; målets dopplereffekt gjorde att robotarna ändå kunde urskilja målet. Denna första version fick namnet Basic Point Defence Missile System (BPDMS).
Sparrow-robotarna visade sig dock vara långt ifrån ideala; motorn var optimerad för lång räckvidd när den avfyrades från ett flygplan i hög fart på hög höjd. Det gjorde att räckvidden bara blev en fjärdedel när den avfyrades från ett fartyg. Ett annat problem var att roboten styrdes med de relativt stora midjemonterade fenorna. Det krävde mindre energi, men gjorde samtidigt roboten mer trögmanövrerad. Det gjorde också att det var svårt att göra vingarna fällbara, vilket gjorde att avfyringstuberna behövde vara stora nog att rymma en robot med fenor och allt, därav de relativt stora tuberna avsedda för de betydligt tyngre ASROC-robotarna.
1968 gick flera NATO-länder samman för att utveckla en bättre version av Sea Sparrow. Målsökaren modifierades för att fungera med flera typer av radarsändare med automatisk målföljning och vingarna gjordes fällbara. I stället för att vika hela vingarna så veks de på mitten, vilket gjorde att själva roboten inte behövde modifieras. Det gjorde att roboten fick plats i en mindre avfyringstub. Den nya roboten fick namnet NATO Sea Sparrow Missile System (NSSMS) och i USA beteckningen RIM-7H.
År 1972 började Raytheon Company att utveckla en ny version av Sparrow kallad AIM-7F för att beväpna jaktflygplanet F-15 Eagle och med en målsökare som kunde fungera med dess pulsdopplerradar. Den nya målsökaren som var helt baserad på integrerade kretsar blev betydligt mindre än på de tidigare robotarna vilket gjorde att stridsladdningen kunde placeras framför styrfenorna och inte bakom som tidigare. Det i sin tur frigjorde utrymme för en nästan dubbelt så stor raketmotor. Den nya motorn avhjälpte en av BPDMS-robotens stora nackdelar; den accelererade nu betydligt snabbare, vilket är viktigt när man bara har sekunder på sig att bekämpa inkommande mål. Det ökade också räckvidden till 26 km (14 nautiska mil). Den nya roboten togs därför i tjänst även till sjöss med samma versionsbokstav, dvs RIM-7F, detta trots att den är modernare än RIM-7H.
År 1983 infördes en ytterligare moderniserad variant med monopulsmålsökare, programmerbart styrsystem och autopilot. Den varianten fick beteckningen RIM-7M och kunde förutom att uppgradera äldre system även avfyras från vertikala avfyringstuber. Den sista uppgraderingen lanserades på 1990-talet fick beteckningen RIM-7P. Den kan ta emot styrdata från det avfyrande fartyget vilket gör att den kan skjutas i ballistisk bana vilket ger längre räckvidd. Det gör också att den kan styras mot mål som inte ger utslag på dopplerradar.

## Varianter
- RIM-7A (BPDMS) – Ursprunglig robot utvecklad ut jaktroboten AIM-7E.
- RIM-7H (NSSMS) – NATO-utvecklad robot med fällbara fenor och bättre målsökare.
- RIM-7F – Förbättrad variant utvecklad ur AIM-7F med pulsdopplermålsökare och kraftigare motor.
- RIM-7M – Förbättrad variant med bättre målsökare och autopilot.
- RIM-7P – Förbättrad variant med fjärrstyrning via datalänk.
- RIM-162 (ESSM) – Nyutvecklad robot med målsökare och stridsladdning från Sea Sparrow.

## Användare
- Australiens flotta
- Belgiska flottan
- Bulgariska flottan
- Chiles flotta
- Søværnet
- Greklands flotta
- Italiens flotta
- Japans marina självförsvarsstyrkor
- Kanadas flotta
- Mexikos flotta
- Nederländernas flotta
- Nya Zeelands flotta
- Norges marinförsvar
- Portugals flotta
- Sydkoreas flotta
- Spaniens flotta
- Turkiets flotta
- Deutsche Marine
- USA:s flotta